# Ordre de bataille confédéré de la première bataille de Winchester
Les unités et commandant suivants de l'armée des États confédérés ont combattu lors de la première bataille de Winchester de la guerre de Sécession. L'ordre de bataille unioniste est indiqué séparément.

## Abréviations utilisées

### Grade militaire
- Général
- Lieutenant général
- Major général
- Brigadier général
- Colonel
- Lieutenant-colonel
- Commandant
- Capitaine
- Premier lieutenant

### Autre
- (b) = blessé
- mb = mortellement blessé
- † = tué
- (PDG) = capturé

## Département de la vallée
Major général Thomas J. Jackson

### Forces à Winchester
Major général Thomas J. Jackson
| Division                                            | Brigade                                                                      | Régiment ou autre |
| --------------------------------------------------- | ---------------------------------------------------------------------------- | --- |
| Division de Jackson Major général Thomas J. Jackson | Première brigade (Stonewall) Brigadier général Charles S. Winder             | - 2nd Virginia Infantry - Colonel James W. Allen(p174) - 4th Virginia Infantry - Colonel Charles A. Ronald(p174) - 5th Virginia Infantry - Colonel William S. H. Baylor (b), Lieutenant-colonel John H. S. Funk(p174) - 27th Virginia Infantry - Colonel Andrew J. Grigsby(p174) - 33rd Virginia Infantry - Colonel John F. Neff(p174)                                          |
| Division de Jackson Major général Thomas J. Jackson | Deuxième brigade (Campbell) Colonel J.A. Campbell (b) Colonel John M. Patton | - 21st Virginia Infantry – Colonel John M. Patton, Lieutenant-colonel Richard H. Cunningham(p189) - 42nd Virginia Infantry - Lieutenant-colonel William T. Martin(p189-190), - 48th Virginia Infantry – Lieutenant-colonel Thomas S. Garnett(p189) - 1st Virginia Battalion – Capitaine Benjamin W. Leigh(p190)                                                                 |
| Division de Jackson Major général Thomas J. Jackson | Troisième brigade (Taliaferro) Brigade Colonel Samuel V. Fulkerson           | - 10th Virginia Infantry(p191) - Colonel Edwin T. H. Warren - 23rd Virginia Infantry - Colonel Alexander G. Taliaferro - 37th Virginia Infantry(p191) - Commandant Titus V. Williams |
| Division de Jackson Major général Thomas J. Jackson | Artillerie Colonel Stapleton Crutchfield                                     | - Batterie de Poague - Capitaine William T. Poague - Batterie de Wooding - Capitaine George W. Wooding - Batterie de Carpenter - Capitaine Joseph Carpenter - Batterie de Caskie - Capitaine William H. Caskie - Batterie de Virgine de Carrington - Capitaine Joseph Carrington - Batterie de Cutshaw - Capitaine Wilfred Emory Cutshaw (b); Premier lieutenant John Carpenter |

| Division                                        | Brigade                                                    | Régiment ou autre |
| ----------------------------------------------- | ---------------------------------------------------------- | --- |
| Division d'Ewell Major général Richard S. Ewell | Deuxième brigade (Steuart) Colonel William C. Scott        | - 44th Virginia Infantry – Colonel William C. Scott, Commandant Norvell P. Cobb - 52nd Virginia Infantry – Lieutenant-colonel James H. Skinner - 58th Virginia Infantry - Colonel Samuel H. Letcher                                                                                   |
| Division d'Ewell Major général Richard S. Ewell | Quatrième brigade (Elzey) Brigadier général Arnold Elzey   | - 12th Georgia Infantry - Colonel Zephaniah T. Conner - 13th Virginia Infantry - Colonel James A. Walker - 25th Virginia Infantry - Lieutenant-colonel Patrick Duffy - 31st Virginia Infantry - Colonel John S. Hoffman                                                               |
| Division d'Ewell Major général Richard S. Ewell | Septième brigade (Trimble) Brigadier général Isaac Trimble | - 15th Alabama Infantry - Colonel James Cantey - 21st Georgia Infantry(p186) - Colonel John T. Mercer - 16th Mississippi Infantry - Colonel Carnot Posey - 21st North Carolina Infantry(p180) - Colonel William W. Kirkland (b)                                                       |
| Division d'Ewell Major général Richard S. Ewell | Huitième brigade (Taylor) Brigadier général Richard Taylor | - 6th Louisiana Infantry - Colonel Isaac G. Seymour - 7th Louisiana Infantry – Colonel Harry T. Hays - 8th Louisiana Infantry - Colonel Henry B. Kelly - 9th Louisiana Infantry - Colonel Leroy A. Stafford - Bataillon de Wheat ("Louisiana Tigers") – Commandant C. Roberdeau Wheat |
| Division d'Ewell Major général Richard S. Ewell | Commandement indépendant                                   | - 1st Maryland Infantry(p181) – Colonel Bradley T. Johnson |
| Division d'Ewell Major général Richard S. Ewell | Artillerie Colonel Stapleton Crutchfield                   | - Batterie de Brockenbrough - Capitaine John B. Brockenbrough - Batterie de Courtney - Capitaine Alfred R. Courtney - Batterie de Lusk - Capitaine John A. M. Lusk - Batterie de Raine - Capitaine Charles I. Raine - Batterie de Rice - Capitaine William H. Rice                    |
| Division d'Ewell Major général Richard S. Ewell | Brigade de cavalerie Brigadier général George H. Steuart   | - 2nd Virginia Cavalry - Colonel Thomas T. Munford - 6th Virginia Cavalry - Colonel Thomas Flournoy - 7th Virginia Cavalry - Colonel Turner Ashby - Batterie de Chew - Capitaine R. Preston Chew                                                                                      |